# N’Gadé Nana Hadiza Noma Kaka
N’Gadé Nana Hadiza Noma Kaka (* 25. Juni 1956 in Niamey; N’Gadé, auch Ingadé und Ngadé geschrieben, ist der Ehename) ist eine nigrische Politikerin und Diplomatin.

## Leben
N’Gadé Nana Hadiza Noma Kaka besuchte das Collège Mariama in Niamey, das sie 1974 mit dem Baccalauréat abschloss. Sie studierte danach an der Universität Haute Bretagne in Rennes in Frankreich, wo sie 1978 jeweils eine Licence in Soziologie und Linguistik und 1979 eine Maîtrise in Linguistik machte. Sie unterrichtete von 1982 bis 1986 Linguistik und Soziologie in Niamey. Von 1992 bis 2000 arbeitete sie als nationale Direktorin für Alphabetisierung und Erwachsenenbildung im Bildungsministerium Nigers.
N’Gadé war 1997 ein Gründungsmitglied der Partei Bündnis für Demokratie und Fortschritt (RDP-Jama’a) unter der Führung von Hamid Algabid. Von 2001 bis 2006 ohne Anstellung, widmete sie sich dem Studium des Islam. Sie arbeitete von 2006 bis 2011 als Beraterin für die Nationalversammlung. N’Gadé wurde Anfang 2011 in den Gemeinderat von Dogondoutchi gewählt. Im April 2011 wurde sie Ministerin für Berufsausbildung und Beschäftigung in der Regierung von Staatspräsident Mahamadou Issoufou von der Nigrischen Partei für Demokratie und Sozialismus (PNDS-Tarayya). Ihre Amtsvorgänger waren Tidjani Harouna Dembo (Ressort Berufsausbildung) und Yahaya Chaibou (Ressort Beschäftigung). Sie ging 2012 als Favoritin für den stellvertretenden Parteivorsitz des RDP-Jama’a in die Wahl, musste sich jedoch Mahamadou Bakabé geschlagen geben. Ihre Ministertätigkeit endete im August 2013, als sie von Chaïbou Dan Inna (Ressort Berufsausbildung) und Salissou Ada (Ressort Beschäftigung) abgelöst wurde.
N’Gadé wirkte anschließend bis 2017 als dritte Vizepräsidentin des staatlichen Wirtschafts-, Sozial- und Kulturrats. Sie wollte sich 2015 von der Parteisektion der Region Dosso erneut als Kandidatin für den stellvertretenden Parteivorsitz des RDP-Jama’a aufstellen lassen, ihre Wahl wurde jedoch wegen eines Formfehlers nicht zugelassen. Sie verließ den RDP-Jama’a und schloss sich der Nigrischen Patriotischen Bewegung (MPN-Kiishin Kassa) von Ibrahim Yacouba an, einem Koalitionspartner des PNDS-Tarayya. Staatspräsident Issoufou ernannte N’Gadé im Mai 2017 zur Botschafterin Nigers in Italien. Außerdem wurde sie Ständige Vertreterin Nigers bei der Ernährungs- und Landwirtschaftsorganisation der Vereinten Nationen, dem Internationalen Fonds für landwirtschaftliche Entwicklung und dem Welternährungsprogramm der Vereinten Nationen. Nachdem der MPN-Kiishin Kassa die Regierungskoalition verlassen hatte, wurde sie im Juli 2018 als Botschafterin abberufen. Ihr folgte Aboukar Abdoulaye Diori im Amt nach.
N’Gadé Nana Hadiza Noma Kaka ist verheiratet und hat drei Kinder.